# Sebő
Sebő (1886-ig Sajba, szlovákul: Strelníky, korábban Šajba) község Szlovákiában, a Besztercebányai kerületben, a Besztercebányai járásban.

## Fekvése
Besztercebányától 25 km-re keletre fekszik.

## Története
1465-ben „Saiba” alakban említik először mint Libetbányához tartozó települést. A 16.-17. században többször kirabolta a török, 1577-ben pedig el is pusztította. 1629-ben „Saiby” alakban említik.
A 18. század végén Vályi András így ír róla: „SAJBA. Tót falu Zólyom Várm. földes Ura Libetbánya Városa, lakosai külömbfélék, fekszik ugyan Libetbányához nem meszsze, és annak filiája; határja középszerű, legelője hasznos.”
1828-ban 81 házában 609 lakos élt. Lakói állattartással, faárukészítéssel, szénégetéssel, fuvarozással foglalkoztak, valamint a környék kohászati üzemeiben, fűrésztelepein dolgoztak.
Fényes Elek 1851-ben kiadott geográfiai szótárában így ír a faluról: „Schajba, tót falu, Zólyom vmegyében, Libeth mellett: 15 kath., 514 evang. lak. F. u. Libetbánya.”
A trianoni diktátumig területe Zólyom vármegye Besztercebányai járásához tartozott.

## Népessége
| Év:            | 1994. | 2004.   | 2014.   | 2024.   |
| -------------- | ----- | ------- | ------- | ------- |
| Emberek száma: | 848   | 808     | 782     | 740     |
| Eltérés:       |       | -4,71 % | -3,21 % | -5,37 % |

| Év:            | 2023. | 2024.   |
| -------------- | ----- | ------- |
| Emberek száma: | 739   | 740     |
| Eltérés:       |       | +0,13 % |

1910-ben 1161, túlnyomórészt szlovák lakosa volt.
2001-ben 812 lakosából 806 szlovák volt.
2011-ben 785 lakosából 765 szlovák.

## Nevezetességei
- Modern római katolikus temploma.
- Határában síelésre alkalmas terepek találhatók sífelvonókkal.